# إد باك
إد باك (بالإنجليزية: Ed Buck)‏ هو ناشط سياسي أمريكي، ولد في 1954 في ستوبنفيل في الولايات المتحدة.